# 巴士司機

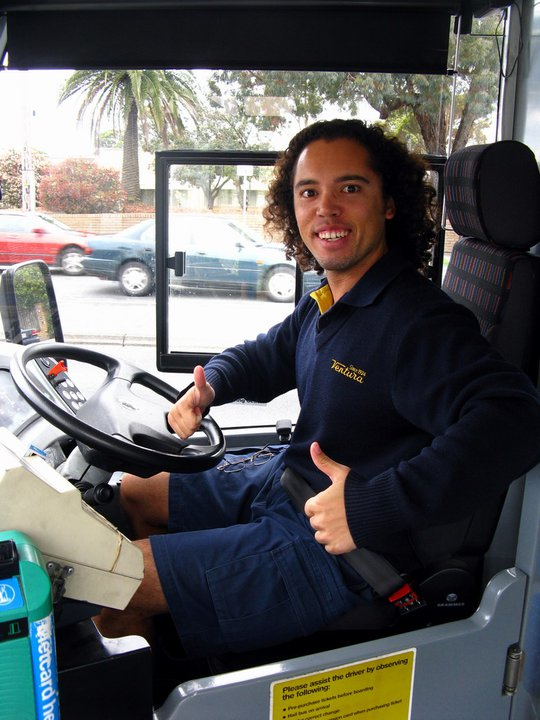
澳洲巴士司機

巴士司機（英語：Bus driver），俗稱為司機先生、車掌、車長、運將、巴士佬等，是駕駛巴士行駛特定路線，載送乘客的職業司機。巴士司機必須持有比普通駕駛執照更高級別的商用執照，通常於預定的路線及時間表，在車站與車站之間駕駛他們的車輛。
巴士司機有各種不同類型，包括公交、小巴、校巴和長途巴士，他們可能為地方政府、學校和私營企業工作；針對駕駛長途巴士，用於私人預訂的旅遊路線，則稱之為旅遊車司機（coach driver）。
在無人售票的線路上，巴士司機除了駕駛車輛，同時候也要兼任車掌，負責處理票務及乘客互動的工作。

## 另見
- 巴士售票员（英语：Bus conductor）（車掌）
- 車掌小姐